# たのしい新選組
『たのしい新選組』（たのしいしんせんぐみ）は渡辺電機(株)作のギャグ漫画。漫画雑誌「月刊COMIC RUSH」2004年3月号から2005年10月号に掲載され、単行本はJIVEから発売されている。全2巻。
架空の江戸時代を舞台とした作品で、時代考証は一切為されていない。キャラクターも名前だけ借りた全くのオリジナルとなっている。

## 主な登場人物
近藤勇
いつも全裸の剣士（2～4回は新撰組の制服を着ていたこともある）。25歳。近藤家36人兄弟の末っ子で、実家は道場を営んでいる。最終回では、倒幕軍に斬首されてしまうが、生首は坂本竜馬に2ドルで買い取られ、そのお礼として竜宮城に連れていかされる。
土方歳三
24歳。実家はドラッグストアを経営。満月の光を浴びると細胞が変化し妹になってしまうと言う特異な体質を持つ。ちなみに名前は麻里絵。両者の記憶は共有されない為、本人は其の間の記憶が無い。
沖田総司
17歳。毎回必ず死んでしまうと言う設定を持つが、一話完結の漫画である為次の回には復活している。
松平容保
京都守護職。新選組の統括者であるが、上記3人が他の隊士を粛清してしまった為事実上3人の統括者である。3人が間抜けな為にいつも気をやきもきさせている。
坂本竜馬
32歳。アンドロイド。よく首がもげたりしている。ヘッドカバーを取り外して洗顔していた事もあった。首にロケットがついているので、いざとなったら、胴体を爆破して、頭だけが逃げることができる。胴体は萌え系のフィギュアでも可。
中岡慎太郎
29歳。坂本と共に行動している。同じくアンドロイド。
桂小五郎
史実とは違い、女子高生である。坂本の紹介により、西郷と出会うがケンカになり、ひとしきり坂本をボコボコにした後スッキリして和解し薩長同盟が成立する。
西郷隆盛
同上。
DNK-666
23世紀からタイムマシンに乗ってやってきたネコ型殺人アンドロイド。沖田を殺害しその血筋を断つ事を目的としているが、既に死んでいたり自分以外に殺されそうになったりして命令を果たせずにいる為プログラムを終了できず、23世紀に帰れないでいる。